# مطار ديوري حماني
مطار ديوري حماني الدولي (إياتا: NIM، إيكاو: DRRN) هو مطار يخدم نيامي عاصمة النيجر. وهو أكبر مطار في النيجر ويضم أيضاً أكبر قاعدة عسكرية في النيجر، وقد سمي المطار بهذا الاسم تيمناً بأول رئيس للنيجر ديوري حماني.

## شركات الطيران والوجهات
| شركـات طيـران           | الوجهات                                                 |
| ----------------------- | ------------------------------------------------------- |
| الخطوط الجوية الجزائرية | مطار هواري بومدين الدولي                                |
| بوركينا للطيران         | مطار واغادوغو                                           |
| إير كوت ديفوار          | مطار أبيدجان الدولي                                     |
| الخطوط الجوية الفرنسية  | مطار لومي، مطار باريس شارل ديغول                        |
| إير بيس                 | مطار نامدي أزيكيوي الدولي، مطار مالام أمينو كانو الدولي |
| أسكاي                   | مطار كوتونو، مطار لومي، مطار واغادوغو                   |
| الخطوط الجوية الإثيوبية | مطار أديس أبابا بولي الدولي، مطار واغادوغو              |
| خطوط النيجر الجوية      | مطار مانو داياك الدولي، مطار زندر                       |
| الخطوط الملكية المغربية | مطار محمد الخامس الدولي                                 |
| الخطوط التونسية         | مطار أبيدجان الدولي، مطار تونس قرطاج الدولي             |
| الخطوط الجوية التركية   | مطار إسطنبول الدولي، مطار انجمينا الدولي                |